# 함양 벽송사 목장승
함양 벽송사 목장승(咸陽 碧松寺 木長丞)은 대한민국 경상남도 함양군 마천면 추성리 벽송사로 들어가는 길가의 양쪽에 마주보고 서 있는 한 쌍의 목장승이다.
1974년 12월 24일 경상남도의 민속문화재 제2호 벽송사 목장승으로 지정되었다가, 2018년 12월 20일 현재의 명칭으로 변경되었다.

## 개요
벽송사로 들어가는 길가의 양쪽에 마주보고 서 있는 한 쌍의 목장승이다.
잡귀의 출입을 금하는 기능과 함께 불법을 지키는 신장상(神將像)으로서의 구실을 하였던 것으로 추측되는데, 2기 모두 몸통이 절반가량 땅 속에 묻혀 있어, 드러난 높이가 2m 내외이고, 그나마 한쪽 장승은 윗부분이 불에 타 파손이 심하다.
대체로 잘 남아 있는 오른쪽 장승은 대머리에 크고 둥근 눈이 돌출되었다. 코 주위에 깊은 선을 둘러 뭉툭한 코가 더 두드러져 보이며, 꽉 다문 입 주위와 턱 아래에는 톱니 모양의 수염을 묘사해 놓았다. 몸통에는 ‘호법대신(護法大神:불법을 지키는 신)’이라는 이름을 새겨 놓았다. 머리의 일부가 불에 타버린 왼쪽 장승은 눈 한쪽과 코의 가운데 부분이 파손되었다. 남아 있는 눈은 크고 둥글며, 입은 다물고 있으며, 그 아래에 짧은 수염을 표현하였다. 몸통에는 ‘금호장군(禁護將軍:경내에 잡귀의 출입을 통제하는 장군)’이라는 글귀를 새겨 놓았다.
구전에 의하면 약 70년 전에 세운 것이라고 하는데, 목장승으로서는 시대가 오래되어 보기드문 모습이다. 비록 눈·코·입이 과장되게 표현되긴 하였으나 순박한 인상을 주고, 무서운 듯 하면서도 친근함을 느끼게 하여 질박한 조각수법이 돋보이는 작품이다.

## 현지 안내문
장승에는 돌로 만든 석장승과 나무로 만든 목장승이 있다. 장승의 기원에 대해서는 고대 성기(性器) 숭배에서 나왔다거나 사찰 토지의 표지로 이용되었다는 등 여러 설이 있다. 또 목장승은 솟대에서, 석장성은 선돌에서 유래되었다고도 한다. 조선시대에는 장승이 지방에 따라 벅수, 벅시, 법수, 수살목, 당산할배 등으로도 불렸다. 장승은 소속과 위치에 따라 마을을 지키는 마을장승, 사찰의 입구나 사방 경계에 세워진 사찰장승, 지역 간의 경계, 성문, 병영, 해창(海倉), 관로(官路) 등에 서 있는 공공장승 등이 있다. 
벽송사 입구에 세워진 이 장승은 사찰에 들어오는 악귀의 퇴치, 사찰 경내에서 행해지는 불법 어로와 사냥의 금지, 풍수지리상의 비보(裨補) 역할 등 다양한 목적으로 세워진 것이다. 제작 연대는 확실치 않으나 대략 일제시대 초기의 것이라고 전한다. 목장승은 노천에서 비바람을 맞으며 서 있기 때문에 오래 가지 못한다. 이곳의 왼쪽에 서 있는 '금호장군(禁護將軍)'은 역시 커다란 눈 하나만을 빼고는 원래의 모습을 상당 부분 잃어 버렸다. 그러나 '호법대신(護法大神)'인 오른쪽 장승은 거의 훼손되지 않은 상태로 서 있다. 무서운 것 같으면서도 순박하고, 위풍당당하면서도 익살스러운 모습이라서 보는 이들의 눈을 즐겁게 한다. 이 두 장승은 불교와 민간신앙이 어우러져 나타난 걸작 조형물이라 할 수 있다.

## 참고 자료
- 벽송사목장승 - 국가유산청 국가유산포털